# Lincoln de Freitas Neves
Lincoln de Freitas Neves (Uberlândia, 16 de agosto de 1949) é um ex-futebolista brasileiro, que atuava como centroavante.
É o terceiro maior artilheiro do Goiás Esporte Clube, com 109 gols em jogos oficiais.

## Carreira
Revelado pelo Uberlândia, onde chegou nos juvenis, teve uma rápida passagem pelo Araguari, Fluminense-MG e Villa Nova, antes de chegar ao Vila Nova em 1971. Após sofrer uma contusão, onde teve que extrair os meniscos de um dos joelhos, foi dispensado pelo clube.
No ano seguinte, foi levado ao Goiás, pelo treinador Paulo Gonçalves. Na decisão do Campeonato Goiano de 1972, do qual foi campeão marcando o gol da vitória, foi expulso pela primeira e única vez na carreira.
No clube, recebeu o apelido de "Leão da Serra" pelo cronista esportivo Edson Rodrigues, já que o jogador tinha características físicas, que segundo o narrador, eram semelhantes a de um leão, como o bigode e o cabelo.
Em 1973, apesar de perder o título estadual, foi o artilheiro da competição. Naquele ano, foi autor do 1° gol do Verdão no Brasileirão, na vitória de 1 a 0 em cima do Flamengo, no Estádio Olímpico, pela segunda rodada do torneio. Ao todo, o ex-atacante participou de cinco edições do Campeonato Brasileiro pelo clube, marcando 39 gols em 96 jogos.
Na inauguração do estádio Serra Dourada, em 9 de março de 1975, foi o 1° brasileiro a marcar um gol no estádio, no amistoso contra a Seleção de Portugal. Na comemoração, o camisa 10 da Seleção Goiana homenageou Pelé, que estava no estádio, com um soco no ar.
Foi 3 vezes artilheiro do Campeonato Goiano e 5 vezes artilheiro do clube no Campeonato Brasileiro.
Em 1976, quando era cotado como um dos melhores centroavantes do Brasil, estava acertado com o São Paulo quando uma radiografia acusou uma pequena artrose no joelho direito e o médico não recomendou sua contratação.
Em 1977, foi vendido ao America-RJ, onde sofreu uma distensão e fez apenas seis jogos.
Ainda em 1977, em abril, foi vendido ao Atlético Goianiense por 450 mil cruzeiros.
Posteriormente, atuou ainda pelo Belenenses, de Portugal, entre 1978 e 1980.
Fora dos campos, Lincoln aposentou-se como servidor federal da Fundação Nacional de Saúde.

### Títulos
Goiás
- Campeonato Goiano: 1972[5], 1975[16] e 1976[11][17]

Individuais
- Artilheiro do Campeonato Goiano[3][5]: 1973 (13 gols), 1975 (13 gols)[18][16] e 1976 (15 gols)[17]